# Алгонкин (провинциальный парк)
Алго́нкин (англ. Algonquin Provincial Park) — провинциальный парк, особо охраняемая природная территория в канадской провинции Онтарио. Занимает площадь 7725 км². Создан в 1893 г. Парк находится на выходе кристаллического фундамента Алгонкинского свода. Рельеф носит следы действия ледников. Фауна парка насчитывает 45 видов млекопитающих, 262 вида птиц, 53 вида рыб, 31 вид пресмыкающихся и земноводных. Здесь произрастает более тысячи видов растений, в том числе 34 вида деревьев.
Парк не имеет штата исследователей. По территории парка проходят туристические маршруты, имеются обустроенные стоянки, действует прокат каноэ.

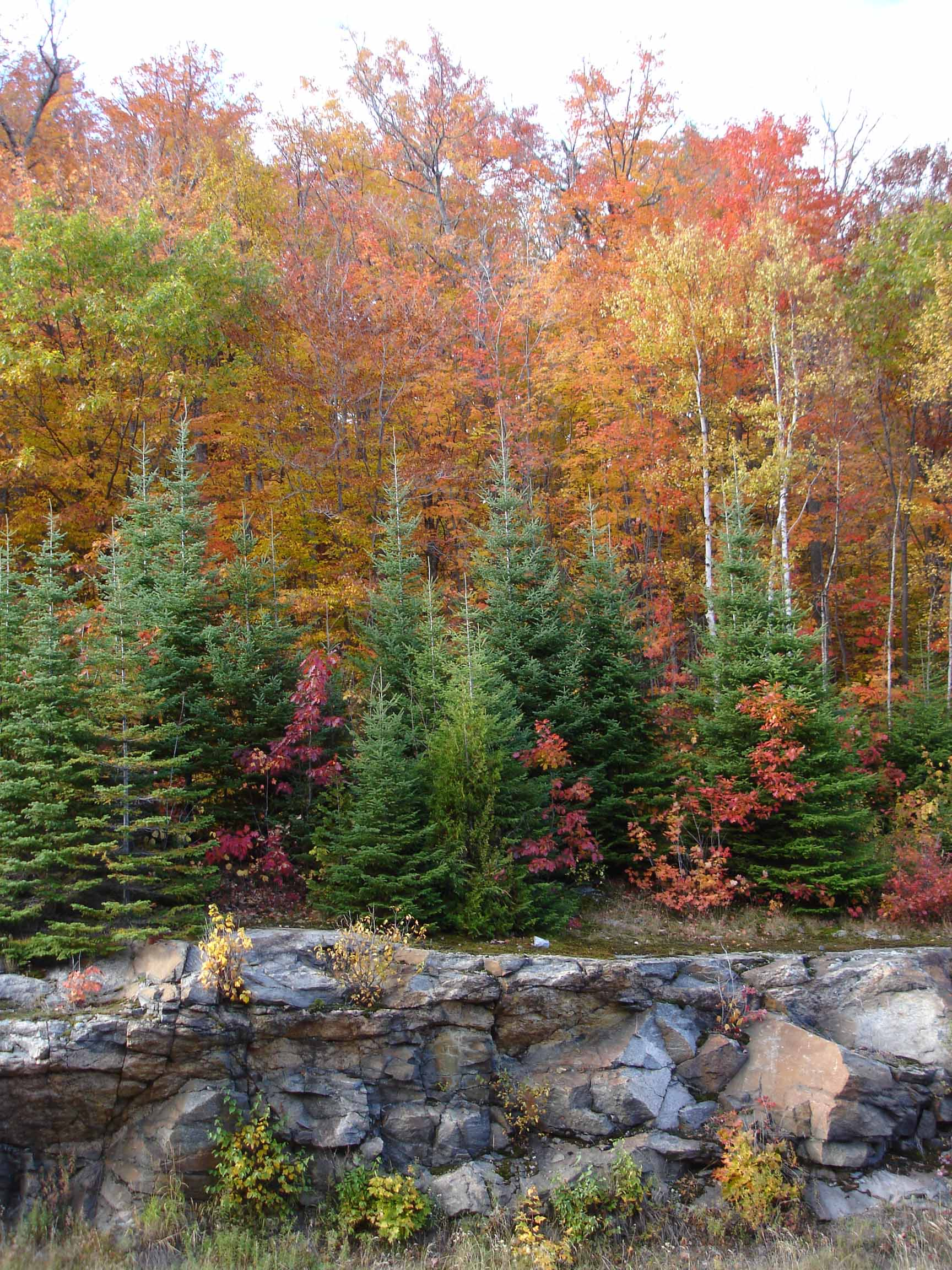
Провинциальный парк Алгонкин